# Ринчинова, Билигма Жамбаловна
Билигма́ Жамба́ловна Ринчи́нова — (бур.  Ринчинова Жамбалай Бэлигма) российская бурятская оперная певица, народная артистка Бурятии (2012), заслуженная артистка Российской Федерации (2023), солистка Бурятского государственного академического театра оперы и балета имени народного артиста СССР Г.Ц. Цыдынжапова.

## Биография
Родилась 23 сентября 1973 года в улусе Зуткулей Агинского бурятского автономного округа Читинской области. Была восьмым ребенком в семье из одиннадцати детей.  Первое её публичное выступление было в четыре года, когда она ходила в детский сад в селе Зуткулей. На сцене сельского Дома культуры она спела детскую песенку «Табан хурган» композитора Юрия Ирдынеева.
Окончила в 1996 году вокальное отделение Улан-Удэнского музыкального училища им. Чайковского, в том же году начала служить в Бурятском академическом театре оперы и балета в качестве артистки хора.
В 2001 году окончила Восточно-Сибирскую государственную академию культуры и искусств.  
С 2003 года солистка оперной труппы Бурятского государственного академического театра оперы и балета. 
В 2006 году Билигме Ринчиновой было присвоено почетное звание «Заслуженный артист Республики Бурятия». В 2006-2008 годах проходила стажировку в Центре Оперного пения народной артистки СССР Галины Вишневской (педагог народная артистка РСФСР Ирина Ивановна Масленникова).  
Билигма Ринчинова - исполнительница более 30 ведущих оперных партий мирового и отечественного репертуара, разнообразна и её концертная программа, включающие в себя старинные русские романсы, бурятские песни, камерные произведения.
В 2012 году певица выпустила свой первый альбом, состоящих из трех дисков. В первом диске оперные арии, второй диск содержит известные произведения бурятских композиторов. В третьем — новые песни композиторов Монголии и Бурятии.
В 2012 году присвоено почетное звание "Народный артист Республики Бурятия".
В 2017 году за исполнение роли пажа Оскара в опере "Бал-маскарад" Джузеппе Верди, в постановке Бурятского государственного академического театра оперы и балета, номинирована на национальную оперную премию "Онегин". 
Воспитывает дочь. 

## Награды и звания
- Заслуженная артистка Российской Федерации (12 мая 2023 года) — за вклад в развитие отечественной культуры и искусства, многолетнюю плодотворную деятельность[4]
- Народная артистка Республики Бурятия (2012)
- Заслуженная артистка Республики Бурятия (2006)
- Лауреат Международного конкурса молодых вокалистов имени народного артиста СССР Л.Линховоина (1994, 1999)
- Лауреат II Республиканского конкурса вокалистов имени народного артиста РСФСР Бадмы Балдакова (Гран-при и специальный приз «За лучшее исполнение романса Б.Балдакова «К любимой», 2004)
- Лауреат (I премия) Международного конкурса вокалистов имени на-родного артиста Монголии, Героя труда, профессора Ц. Пурэвдоржа (Улан-Батор, 2006)
- Диплом Администрации г. Улан-Удэ «Самый популярный актёр года» (2008)
- Памятная медаль «200 лет Агинскому дацану» (2011) — за усердие в укреплении буддизма[5]

## Репертуар
- Виолетта — «Травиата» (Джузеппе Верди);
- Джильда — «Риголетто» (Джузеппе Верди);
- Норина — «Дон Паскуале» (Гаэтано Доницетти);
- Арюун — Гоохон — «Энхэ-Булат Батор» (Маркиан Фролов);
- Розина – «Севильский цирюльник» (Джоаккино Россини);
- Микаэла — «Кармен» (Жорж Бизе);
- Адель — «Летучая мышь» (Иоганн Штраус);
- Парася – «Сорочинская ярмарка» (Модест Мусоргский);
- Серпина – «Служанка- госпожа» (Джованни Баттиста Перголези);
- Деспина – «Так поступают все» (Вольфганг Амадей Моцарт);
- Паж Оскар — «Бал-маскарад» (Джузеппе Верди);
- Сюзанна — «Свадьба Фигаро» (Вольфганг Амадей Моцарт) и другие[6].

## Ссылка
- Певица Билигма Ринчинова: Высшее благопожелание отца
- Оперная певица из Бурятии отправится в Лабораторию
- Оперная певица из Бурятии вошла в шорт-лист национальной премии «Онегин»